# Dipturus

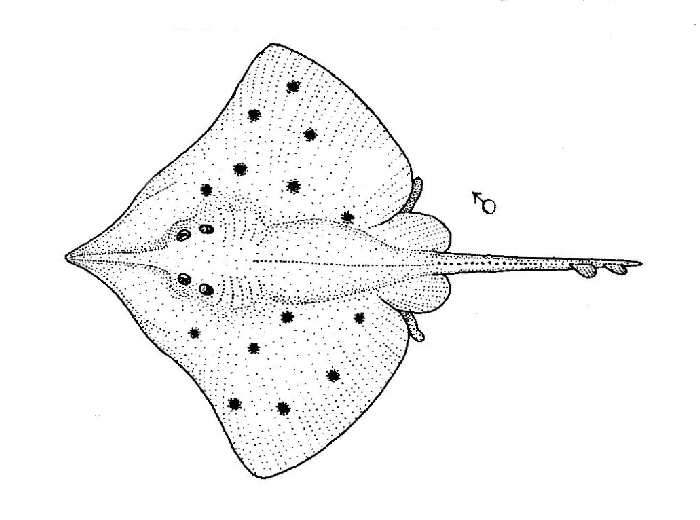
Dipturus innominatus

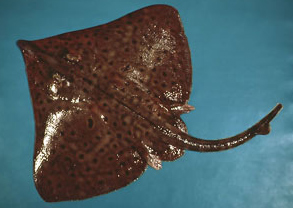
Dipturus laevis

Dipturus é um género de raias pertencente à família Rajidae. Na actualidade estão descritas 49 espécies neste género.

## Espécies
No género estão integradas as seguintes espécies:
- Dipturus acrobelus Last, W. T. White & Pogonoski, 2008 (Deepwater Skate)
- Dipturus apricus Last, W. T. White & Pogonoski, 2008 (Pale tropical skate)
- Dipturus argentinensis Díaz de Astarloa, Magragaña, Hanner & Figueroa, 2008 (Argentine skate)
- Dipturus australis (Macleay, 1884) (Sydney skate)
- Dipturus batis (Linnaeus, 1758) (Blue skate)
- Dipturus bullisi (Bigelow & Schroeder, 1962) (Bullis skate)
- Dipturus campbelli (J. H. Wallace, 1967) (Blackspot skate)
- Dipturus canutus Last, 2008 (Grey skate)
- Dipturus cerva (Whitley, 1939) (White-spotted skate)
- Dipturus confusus Last, 2008 (Longnose Skate)
- Dipturus crosnieri (Séret, 1989) (Madagascar skate)
- Dipturus diehli Soto & Mincarone, 2001 (Thorny-tail skate)
- Dipturus doutrei (Cadenat, 1960) (Violet skate)
- Dipturus ecuadoriensis (Beebe & Tee-Van, 1941) (Ecuador skate)
- Dipturus endeavouri Last, 2008 (Endeavour Skate)
- Dipturus falloargus Last, 2008 (False Argus Skate)
- Dipturus flavirostris (Philippi {Krumweide}, 1892)
- Dipturus flindersi (Last & Gledhill, 2008) (Pygmy thornback skate)
- Dipturus garricki (Bigelow & Schroeder, 1958) (San Blas skate)
- Dipturus gigas (Ishiyama, 1958) (Giant skate)
- Dipturus grahami Last, 2008 (Graham’s Skate)
- Dipturus gudgeri (Whitley, 1940) (Greenback skate)
- Dipturus healdi Last, W. T. White & Pogonoski, 2008 (Heald's skate)
- Dipturus innominatus (Garrick & Paul, 1974) (New Zealand smooth skate)
- Dipturus johannisdavisi (Alcock, 1899) (Travancore skate)
- Dipturus kwangtungensis (Y. T. Chu, 1960) (Kwangtung skate)
- Dipturus laevis (Mitchill, 1818) (Barndoor skate)
- Dipturus lanceorostratus (J. H. Wallace, 1967) (Rattail skate)
- Dipturus leptocauda (G. Krefft & Stehmann, 1975) (Thintail skate)
- Dipturus linteus (Fries, 1838) (Sailray)
- Dipturus macrocauda (Ishiyama, 1955) (Bigtail skate)
- Dipturus melanospilus Last, W. T. White & Pogonoski, 2008 (Blacktip skate)
- Dipturus mennii U. L. Gomes & Paragó, 2001 (South Brazilian skate)
- Dipturus nidarosiensis (Storm, 1881) (Norwegian skate)
- Dipturus oculus Last, 2008 (Ocellate Skate)
- Dipturus olseni (Bigelow & Schroeder, 1951) (Spreadfin skate)
- Dipturus oregoni (Bigelow & Schroeder, 1958) (Hooktail skate)
- Dipturus oxyrinchus (Linnaeus, 1758) (Longnosed skate)
- Dipturus polyommata (Ogilby, 1910) (Argus skate)
- Dipturus pullopunctatus (J. L. B. Smith, 1964) (Slime skate)
- Dipturus queenslandicus Last, W. T. White & Pogonoski, 2008 (Queensland Deepwater skate)
- Dipturus springeri (J. H. Wallace, 1967) (Roughbelly skate)
- Dipturus stenorhynchus (J. H. Wallace, 1967) (Prownose skate)
- Dipturus teevani (Bigelow & Schroeder, 1951) (Prickly brown ray)
- Dipturus tengu (D. S. Jordan & Fowler, 1903) (Acutenose skate)
- Dipturus trachyderma (G. Krefft & Stehmann, 1975) (Roughskin Skate)
- Dipturus wengi Séret & Last, 2008 (Weng's Skate)
- Dipturus whitleyi (Iredale, 1938) (Wedgenose skate)
- Dipturus wuhanlingi Jeong & Nakabo, 2008